# Порсев, Михаил Владимирович
Михаил Владимирович Порсев (02.11.1923, Башкортостан — 06.10.2005) — слесарь-лекальщик объединения «Златоустовский машиностроительный завод», Герой Социалистического Труда.

## Биография
Родился 2 ноября 1923 года в селе Покровка Бирского кантона Башкирской АССР в крестьянской семье. В детстве с родителями переехал в город Златоуст Челябинской области. Здесь окончил школу.
Трудовую деятельность начал в 1940 году учеником слесаря-лекальщика в цех № 10 производственного объединения «Златоустовский машиностроительный завод». После шестимесячного обучения стал работать слесарем-лекальщиком самостоятельно. В годы Великой Отечественной войны ударно трудился в комсомольско-молодёжной бригаде завода.
Повысив квалификацию, М. В. Порсев освоил производство сложных калибров, в том числе универсально-сборных калибров. Высокую оценку получил изготовленный им набор медицинских инструментов для хирургических операций.
Созданная М. В. Порсевым школа слесарей-лекальщиков позволила обеспечить высокоточным контрольным инструментом не только Златоустовский машиностроительный завод, но и ряд предприятий Министерства общего машиностроения СССР. При его непосредственном участии изготовлены и внедрены, в том^числе и на предприятиях отрасли, универсально-сборные калибры высокой точности, что дало возможность резко сократить количество мерительного инструмента при экспериментальной отработке новых видов продукции.
Указом Президиума Верховного Совета СССР от 9 июня 1977 года за выдающиеся производственные успехи, достигнутые в выполнении плана на 1976 год и принятых социалистических обязательств, Порсеву Михаилу Владимировичу присвоено звание Героя Социалистического Труда с вручением ордена Ленина и золотой медали «Серп и Молот».
До ухода на пенсию в 1985 году работал слесарем-лекальщиком Златоустовского машиностроительного завода.
Жил в городе Златоуст. Скончался 6 октября 2005 года.
Награждён орденами Ленина, Октябрьской Революции, медалями.